# Onur Albayrak
Onur Albayrak (født 28. august 1996) er en tidligere dansk fodboldspiller, der har spillet for blandt andet Randers FC, Hobro IK og Skive IK.

## Karriere

### Randers FC
I maj 2011 skrev Albayrak i en alder af 15 år under på en 3-årig ungdomskontrakt med Randers FC.

### Vatanspor
Han skiftede til Vatanspor i sommeren 2015.

### Hobro IK
Hobro IK annoncerede den 5. august 2016, at Albayrak havde skrevet under på en 1-årig kontrakt med Hobro IK.
Albayrak fik sin debut for Hobro den 8. august 2016 i et 3-0-nederlag imod Næstved Boldklub.
Sommeren 2017 forlængede Albayrak sin kontrakt med oprykkerne fra Hobro IK.

### Skive IK
Albayrak fik sin officielle debut for Skibonitterne imod Viborg.

## Landsholdskarriere
Albayrak har spillet 6 U-landskampe for Danmark og står noteret for 1 mål.
I 2017 blev Albayrak en del af det aserbajdsjanske U21-landshold.

## Personlige forhold
Han er født af kurdiske forældre. Han er født og opvokset i Randers.